# Вриланд, Диана
Диа́на Ври́ланд (англ. Diana Vreeland; 29 сентября 1903 — 22 августа 1989) — франко-американская обозревательница и редактор в области моды. Сотрудничала с такими популярными изданиями, как Harper's Bazaar и Vogue. Выступала в качестве куратора и консультанта Института костюма Метрополитен-музея.

## Биография

### Ранние годы
Диана Вриланд родилась 29 сентября 1903 года в Париже, Франция. Девичья фамилия — Диэл, что в переводе с кельтского означает «смелая». Семья проживала на улице Avenue Bois de Boulogne, одной из самых дорогих и престижных улиц Парижа. Диана была старшей дочерью американской светской львицы Эмили Кей Хоффман (1876—1928) и британца Фредерика Янга Диэла (1868—1960). Эмили Хоффман была родственницей Джорджа Вашингтона, а также кузиной Фрэнсиса Скотта Кея и дальней родственницей социалистки и писательницы Полин де Ротшильд (1908—1976). У Дианы была сестра Александра (1907—1999), которая позже вышла замуж за сэра Александра Дэвенпорта Килнока, 12-го баронета (1902—1982).
Семья Диэл эмигрировала в США в начале Первой мировой войны. Поселившись в Нью-Йорке на 77-й улице, они сразу же заняли достойное место в обществе. Диану направили в школу танцев, где она занималась под руководством Михаила Фокина, а позже Луиса Харви Шалифа. Благодаря этому она участвовала в балете «Гавот» вместе с Анной Павловой в Карнеги-холл. Кроме того, вместе с младшей сестрой Александрой юная Вриланд брала уроки верховой езды. В январе 1922 года 19-летняя Диана была впервые представлена в сводке новостей о светских персонах и их автомобилях в издании своего будущего работодателя — Vogue. «Мисс Диана Диэл, одна из самых привлекательных дебютанток зимы, садится в свой Cadillac», — гласила надпись под фотографией.
В 20 лет Диана познакомилась с молодым банкиром, недавним выпускником Йельского университета Томасом Ридом Вриландом. 1 марта 1924 года она вышла за него замуж. Венчание прошло в церкви Святого Томаса в Манхэттене, Нью-Йорк. Впоследствии в браке у пары родилось двое сыновей: в 1925 году — Тим (Томас Рид Вриланд Младший), будущий архитектор и профессор Калифорнийского университета в Лос-Анджелесе, а в 1927 — Фреки (Фредерик Диэл Вриланд), будущий американский посол в Марокко. За неделю до свадьбы, 26 февраля 1924 года, в одной из статей The New York Times сообщалось, что мать Дианы была названа одним из ответчиков в ходе бракоразводного процесса сэра Чарльза Росса, 9-го баронета, и его второй жены Патриции. Последовавший за этим общественный скандал отдалил Диану Вриланд от её матери, которая умерла в сентябре 1928 года в городе Нантакет, штат Массачусетс.
После медового месяца молодожёны переехали в Олбани, штат Нью-Йорк, и жили там вплоть до 1929 года. Затем пара перебралась в Лондон на Ганновер-Террас, 17, где поселилась в доме, ранее принадлежавшем Уилки Коллинзу и Эдмунду Госсу. Проживая в Лондоне, Диана танцевала со знаменитой труппой «Tiller Girls», а также познакомилась с Сесилом Битоном, который на всю жизнь стал её верным другом. По примеру других деятельных женщин, вроде Элси де Вульф и Сири Моэм, Вриланд решила начать управлять собственным делом и открывала бутик нижнего белья недалеко от Беркли-сквер. Её клиентками стали Уоллис Симпсон (герцогиня Виндзорская) и Мона фон Бисмарк. Диана часто посещала Париж, где покупала почти все свои вещи, большая часть которых была от Коко Шанель, с которой девушке удалось познакомиться ещё в 1926 году. 18 мая 1933 года Диана Вриланд стала одной из 15 американских женщин, удостоенных встречи с королём Георгом V и королевой Мэри в Букингемском дворце. В 1935 году Вриланд и её муж вернулись в Нью-Йорк, так как того требовала работа главы семейства.

Я провела прекрасную жизнь в Европе до того, как приступила к работе в Harper's Bazaar в 1936 году. Я путешествовала, видела красивые места, встречала чудесные летние дни, уделяя много времени исследованиям и чтению.Оригинальный текст (англ.)Before I went to work for Harper’s Bazaar in 1936, I had been leading a wonderful life in Europe. That meant traveling, seeing beautiful places, having marvelous summers, studying and reading a great deal of the time.— Диана Вриланд

### Карьера

#### Harper’s Bazaar 1936—1962
Издательская карьера Дианы Вриланд началась с должности колумнистa для женского журнала Harper's Bazaar в 1936 году. Кармель Сноу, главный редактор Harper's Bazaar, находясь на вечеринке в отеле St. Regis была под впечатлением от стиля Дианы и её манеры держать себя в обществе. Она предложила ей работу в журнале. С 1936 года и до своей отставки Вриланд ведет колонку, которая называется «Почему бы вам не?..», в которой она делает своим читателям самые необычные предложения. В журнале можно найти такие советы, как: «Почему бы вам не украсить выхлопную трубу автомобиля мехом?», «Почему бы вам не вымыть белокурые волосы вашего ребенка выдохшимся шампанским, как это делают во Франции?» или «Почему бы вам не превратить Вашего ребенка в инфанта для костюмированной вечеринки?».
В 1940-х годах Диана «открывает» актрису Лорен Бэколл, которая с этого момента начинает красоваться на обложках журнала Harper's Bazaar, стоя возле офиса Красного Креста. По мнению Вриланд «это экстраординарная фотография, на которой Бэколл прислоняется ко входной двери комнаты донорской крови Красного Креста. Она носит шикарный костюм, перчатки, женскую шляпку в форме колпака, из под которой выглядывают волосы». Диана воспринимает моду всерьез. В 1946 году в разговоре с фотографом Хорстом П. Хорст она говорит следующее:

Бикини — это крупнейшее изобретение со времен атомной бомбыОригинальный текст (англ.)The bikini is the most important thing since the atom bomb— Диана Вриланд
Диане не нравилось то, что предлагала американская мода 1940-х. Она ненавидела «обувь с завязками на высоком каблуке» и «одежду из крепдешина», которую женщины носили даже в разгар лета. Вместо этого она носила сандалии на босую ногу с повседневной одеждой.
В скором времени Диана занимает кресло редактора Harper's Bazaar. До своей отставки она тесно работает с Луизой Даль-Вульф, Ричардом Аведоном, Нэнси Уайт и Алексеем Бродовичем. О своем опыте работы с Дианой Ричард Аведон говорит следующее:

Вриланд вернулась к своей доске, посмотрела на меня впервые и сказала: «Абердин, Абердин — вас бесит, когда Вас так называют, не так ли? О да, ещё как». Я вернулся к Кармель Сноу и сказал ей: «Я не могу работать с этой женщиной. Она называет меня Абердин», на что Кармель ответила: «Вы будете работать с ней». И я работал, к моей же выгоде, в течение почти 40 лет.
Оригинальный текст (англ.)Vreeland returned to her desk, looked up at me for the first time and said, 'Aberdeen, Aberdeen, doesn't it make you want to cry?' Well, it did. I went back to Carmel Snow and said, 'I can't work with that woman. She calls me Aberdeen.' And Carmel Snow said, 'You're going to work with her.' And I did, to my enormous benefit, for almost 40 years.
— Ричард Аведон
Перед началом Второй мировой войны Рид уехал в Монреаль, чтобы управлять банком друга, и остается там на протяжении всей войны. В 1955 году Вриланд переезжает в новую квартиру, оформленную исключительно в красном цвете, которым она была просто одержима. Для оформления квартиры был приглашен Уильям Болдуин (1903—1983). По словам Уильяма, Диана пожелала оформить свой дом следующим образом:

Я хочу, чтобы это место походило на сад... Но на сад в адуОригинальный текст (англ.)I want this place to look like a garden, but a garden in hell— Диана Вриланд
На регулярных вечеринках Дианы присутствуют такие светские люди, как Люси Дуглас Кокрейн (по прозвищу Си-Зи Гест), композитор Коул Портер и британский фотограф Сесил Битон. В 1957 году кинокомпания Paramount Pictures снимает музыкальную комедию «Забавная мордашка», в которой главный персонаж Мэгги Прескотт, роль которой исполняет Кей Томпсон, является прототипом Дианы Вриланд.
В том же 1957-м году Кармель Сноу покидает пост главного редактора и Диана занимает её место. В 1960 году, когда Джон Ф. Кеннеди становится президентом, Вриланд дает несколько советов по стилю Первой леди страны — Жаклин Кеннеди. «Вриланд давала советы Джеки в течение всей кампании, а позже познакомила её с модельером Олегом Кассини, который впоследствии стал главным дизайнером первой леди». Диана продолжает общаться с Жаклин и давать ей некоторые советы касательно одежды. Она помогает ей в этом вопросе и в день инаугурации её мужа в 1961 году.
Несмотря на то, что Диана Вриланд пользовалась необыкновенной популярностью, от своего сотрудничества с издательством Hearst Corporation, которому принадлежал журнал Harper's Bazaar, она вынесла крайне мало финансовой выгоды. По её воспоминаниям за 1936 год она получила всего $18 000, а к 1959 году её заработная плата поднялась всего лишь на одну тысячу долларов. Она иронично предположила, что все деньги уходят на дом (Херст-касл) медиамагната Уильяма Рэндольфа Херста в Сан-Симеоне, Калифорния.

#### Vogue 1963—1971
В 1962 году Диана Вриланд присоединяется к команде Vogue в качестве младшего редактора. Она наслаждается «шестидесятыми», так как, по её мнению, уникальность во вкусах восторжествовала. «Если у вас горбинка на носу — не беда, это не имеет никакого значения до тех пор, пока у вас изумительное тело и прекрасная осанка». В 1963 году Джессика Дэйвс покидает кресло главного редактора, и его занимает Диана, которая работает в этой должности до 1971 года. Она меняет концепцию обложки и содержание: отныне журналисты пишут не только о моде, но об уходе за собой, о художниках, актрисах и политиках. Во время работы в журнале Диана обнаруживает звезду 60-х годов — Эди Седжвик. Помимо неё Вриланд открыла ещё многих других журналистов и фотографов, а также поместила на обложки журнала моделей, ставших легендами: Твигги, Верушку фон Лендорф, Пенелопу Три, Джин Шримптон, Сьюзи Паркер и Марису Беренсон. Одной из первых, увидев коллекцию макияжа и визуальных образов Dior, она назвала её автора Сержа Лютанса художником мирового уровня. Она первая посвятила развороты Мику Джаггеру и The Beatles. Благодаря Вриланд журнал изменил свой прежний курс. Теперь он был ориентирован на молодежь периода сексуальной революции: зачастую статьи и фотографии стали носить провокационный характер.

#### Метрополитен-музей
В июне 1971-го Диана Вриланд сперва была понижена в должности, а затем уволена из журнала Vogue без объяснения причин, после чего она устраивается работать консультантом в Нью-Йоркский Метрополитен-музей, где начинает курировать его лучшие выставки. Именно она придумывает выставлять в музее работы ведущих модельеров со всего мира. Так, например, в 1973 году она устраивает выставку «Мир Баленсиаги». В 1974 году проходит выставка «Романтичная и блистательная мода Голливуда», а в 1976 — «Слава русского костюма». Специально для этой экспозиции, она несколько раз посещает СССР. К 1984 году, согласно подсчетам самой Дианы, она организовала двенадцать выставок. Американский деятель искусств Грир Лэнктон создал фигуру-образ Дианы Вриланд в натуральную величину, которую можно найти на выставках в Метрополитен-музее.

### Поздние годы
В 1964 году Диана Вриланд была включена в Международный список Зала славы самых стильных людей.
В 1984 году Диана Вриланд написала свою автобиографию в книге под названием «D.V.». D. V. расшифровывается не только как инициалы, но и как фраза на латыни Dominus vobiscum («С божьей помощью»). В 1989 году Диана Вриланд умерла от сердечного приступа в возрасте 85 лет в больнице Ленокс Хилл, расположенной в Манхэттене, Нью-Йорк.

## Наследство Дианы Вриланд
Всё наследие Дианы Вриланд находится в ведении Александра Вриланда, внука Дианы и сына Фредерика. Ответственность была передана ему от отца и его брата, Томаса Рида младшего. В сентябре 2011 года был запущен официальный сайт, посвящённый работам и карьере Дианы Вриланд, её достижениям и вкладу в развитие всемирной моды.

## В популярной культуре
- В мюзикле «Леди в темноте» 1941 года, авторами которого являются Курт Вайль, Айра Гершвин и Мосс Харт, персонаж Элисон Дюбуа списан с Дианы Вриланд[23].
- В фильме 1966 года «Кто вы, Полли Магу?», Мисс Максвелл (роль исполняет Грейсон Холл) играет экстравагантного американского редактора журнала о моде. Режиссёр фильма, Уильям Кляйн, некоторое время работал с Вриланд и подтвердил, что прототипом возмутительного характера главного героя выступил характер Дианы Вриланд[24].
- В 1980 году американский еженедельник «The New Yorker» публикует статью о социальном восхождении, в которой Диане посвящены хвалебные строчки.
- В 1982 году Диана за обедом познакомилась с писателем Брюсом Чатвином, который впоследствии написал трогательные мемуары об их ужине под названием «На ужине с Дианой Вриланд»[25].
- В фильме «Вонгу Фу, с благодарностью за всё! Джули Ньюмар» 1995 года главный герой Вида Богема (роль исполняет Патрик Суэйзи) передает копию автобиографии Вриланд клерку благотворительного магазина со словами «запомни эти главы». Позже клерк зачитывает отрывок из книги.
- В основу постановки «Full Gallop» 1997 года, написанной Марком Хэмптоном и Мэри Луизой Уилсон, легла жизнь Дианы Вриланд[26].
- В фильме «Я соблазнила Энди Уорхола» 2006 года, посвящённого Эди Седжвик и Энди Уорхолу, главный редактор Vogue (в исполнении Иллеаны Дуглас) объясняет главной героине, что «фабричная компания» стала вульгарной[27].
- В фильме «Дурная слава» 2006 года присутствует персонаж Дианы Вриланд, роль которого исполняет Джульет Стивенсон[15].
- Документальный фильм «Диана Врилэнд: Глаз должен путешествовать» 2012 года, снятый Лизой Иммордино, женой Александра Вриланда, посвящён жизни Дианы[15].